# Les Bottereaux
Les Bottereaux è un comune francese di 328 abitanti situato nel dipartimento dell'Eure, nella regione della Normandia.

## Società

### Evoluzione demografica
Abitanti censiti